# 丹绒比艾

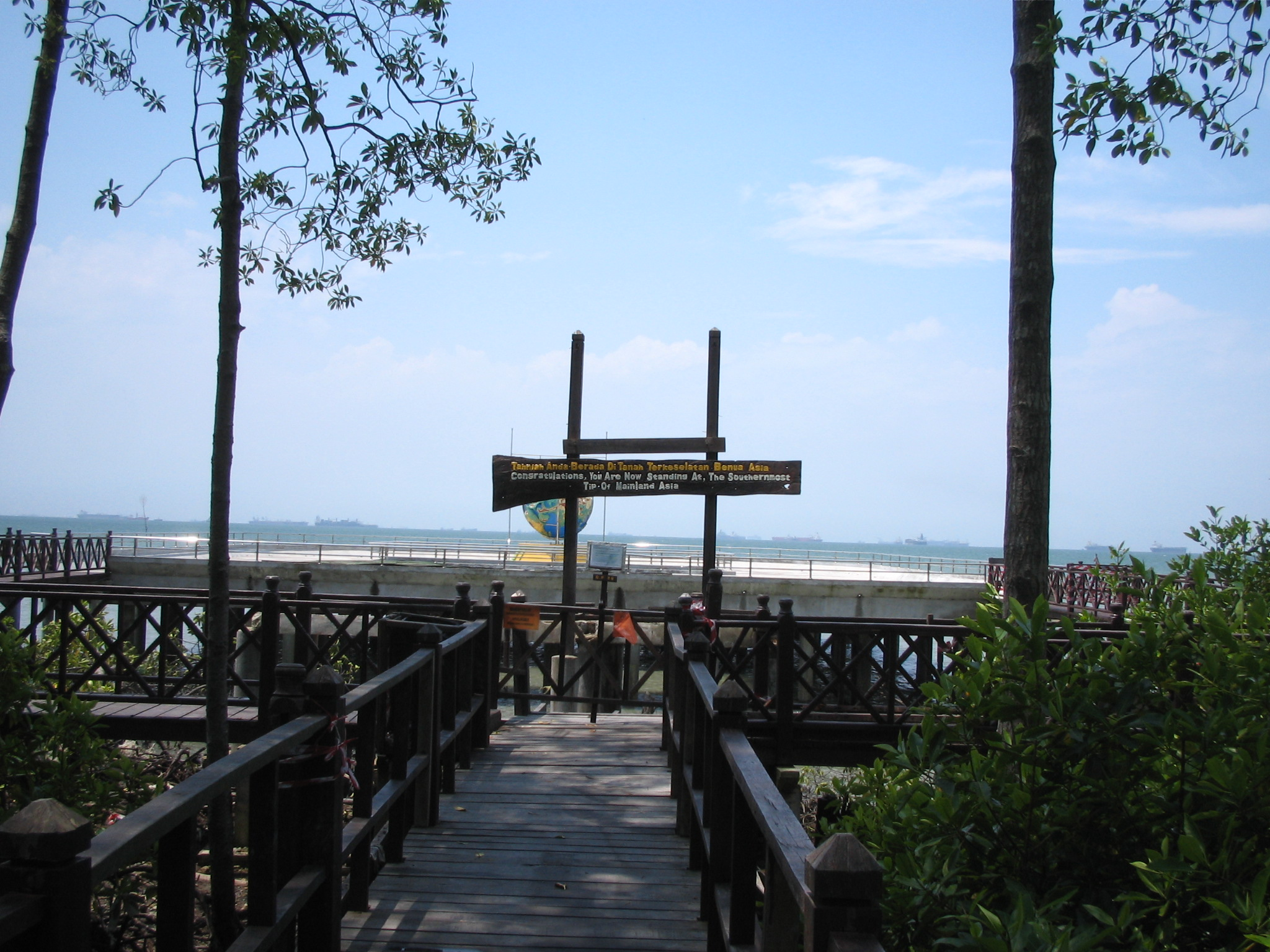
丹绒比艾

丹绒比艾，位于马来西亚柔佛州笨珍县，同时也是亚洲大陆最南端的地区，並與廖內群島構成新加坡海峽的最西點，距离新山市中心约90公里。丹绒一词在马来语中就是海角的意思，比艾则是一种链束植物的意思。

## 自然生態
丹绒比艾海岸线长达8公里，具有面积约400公顷的潮间沼泽地带和拥有多种自然生态和生物，是柔佛洲5大国家公园之一。除了有著名的红树林外，游客还可以看到自由自在的猴子到处走动，晴朗的天气时还可以看到栖息在红树林中的萤火虫，白天在晴朗天气时可以看见新加坡港口的忙碌，海上来往的大轮船，还可以在海上餐厅享用可口的海鲜。
马来西亚旅游促进局曾经大力的促销，但是收效不大。这里有一大片红树林，整个林区被规划为保护区，并临近龟咯岛。

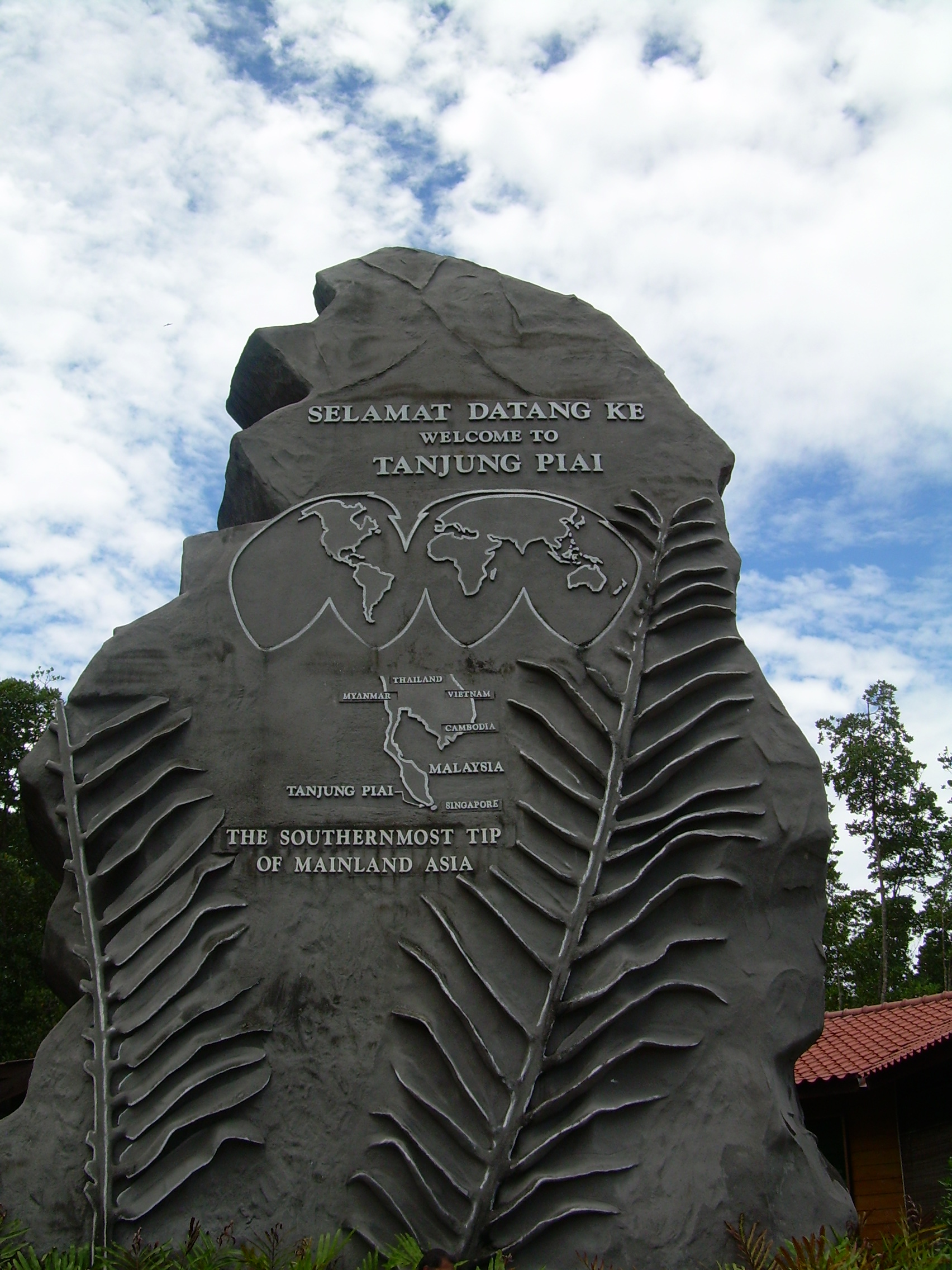
亚洲大陆最南端的环球标志石碑座

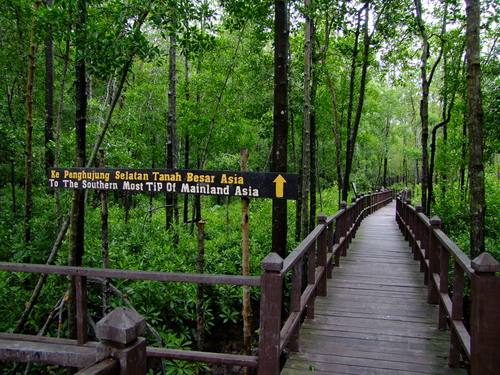
丹绒比艾木制走道

在这里有一块碑石，标注着这里是亚洲大陆的最南端，凡是到访的游客都能获向公园管理当局申请一张证书作为纪念。这里设有一条300米长的木制走道，可近距离观赏红树林景观。

## 政治
2019年11月16日，丹绒比艾举行补选。最终，补选投票率为74.43%，反对党国阵马华的黄日升以15,086张多数票打败对手，执政党希望联盟土著团结党丢失议席。此次补选为2018年大选后第二场出现政党轮替的补选。同时也是马哈迪·莫哈末带领的执政党有史以来成绩和表现最差的补选。